# بخش آق‌منار
بخش آق‌منار،  یکی از بخش‌های شهرستان ملکان در استان آذربایجان شرقی ایران است.مرکز این بخش، روستای آق‌منار است

## جمعیت
بر پایه سرشماری عمومی نفوس و مسکن در سال ۱۳۹۵، جمعیت بخش آق‌منار برابر با *** نفر بوده‌است.